# Emilio Jimeno Gil
Emilio Jimeno Gil (Calataiud, 21 de març de 1886 – Madrid, 9 de novembre de 1976) fou un químic, catedràtic de Química inorgànica de la Facultat de Ciències de la Universitat de Barcelona (UB), en fou el primer rector després de la Guerra Civil, de febrer de 1939 a finals de 1940.

## Biografia
Llicenciat en Química a la Universitat de Saragossa l'any 1909, obtingué el doctorat a la Universitat Central de Madrid l'any 1912. A continuació ingressà al Laboratorio de Investigaciones Físicas de la Junta per a l'Ampliació d'Estudis (JAE) on treballà amb Enric Moles. El curs 1913-1914 el passa a l'Institut de Química física, que havia fundat Wilhelm Ostwald, de la Universitat de Leipzig; retornat a Espanya, una mica precipitadament pel conflicte bèl·lic, l'any 1916 obté la càtedra de Química inorgànica de la Universidad de Oviedo. El curs 1919-1920, també pensionat per la JAE fa una estada als EUA, en concret a la Universitat de Colúmbia a Nova York i al Bureau of Standards de Washington DC, on comença a treballar en Metal·lúrgia, camp que no abandonarà mai i, de fet, Jimeno és considerat l'introductor d'aquesta matèria a la universitat espanyola.
L'any 1924, en jubilar-se  Eugenio Mascareñas, es trasllada a la Universitat de Barcelona, on renova l'ensenyament de la Química inorgànica, la Química analítica, l'Electroquímica i sobretot introdueix l'estudi i el conreu de la metal·lúrgia, impartint cursos a la mateixa UB i a l'Escola Industrial. Fou també el responsable de la construcció dels nous laboratoris, molt ben equipats, amb una secció destacada dedicada a la metal·lografia de la Facultat que s'inauguraren l'any 1931. L'experiència obtinguda als EUA i en altres viatges posteriors a França, Bèlgica i Anglaterra, on visità centres siderúrgics de primer nivell, li fa veure la importància de les relacions entre la universitat i la indústria, relació que intentarà establir i potenciar en la seva activitat a Catalunya, i que aconsegueix amb la fundació, l'any 1934, de l'Institut de la Mecànica i la Metal·lúrgia, amb una forta participació de les empreses catalanes més importants del sector, com La Maquinista Terrestre y Marítima, Altos Hornos de Cataluña, Hispano Suiza, Elizalde, entre d'altres; la revista “Metalurgia y Construcción Mecánica” donava a conèixer regularment la intensa activitat de l'Institut. Fou dels primers professors de la Facultat, conjuntament amb Antonio García Banús, a fer recerca experimental i a publicar-la en revistes especialitzades, majoritàriament als Anales de la Sociedad Española de Física y Química.
Jimeno fou nomenat rector de la UB el febrer de 1939, pocs dies després de la caiguda de la ciutat; el seu nomenament fou una sorpresa perquè si bé era un home de dretes, catòlic i del nou règim, no complia el perfil típic dels mandataris feixistes del moment. El cop d'estat del 18 de juliol l'agafà a Calataiud i de seguida es posà a les ordres de les autoritats franquistes que havien guanyat a Saragossa; no es reincorporà a la UB i, en canvi, passà a formar part de la “Comisión para la Depuración del Personal Universitario” que es creà per depurar el professorat a mesura que les tropes franquistes avançaven i conquerien nous territoris. La raó de la seva designació és que quan era a Oviedo havia estat company de dispesa, al desaparegut Hotel París, de l'aleshores comandant  Francisco Franco, i tot fa pensar que establiren una amistat duradora; sabedor el Generalísimo de la seva presència a la UB en dictà el nomenament corresponent. L'actuació de Jimeno com a rector no tingué la duresa que es podia esperar i que de fet era habitual en aquelles circumstàncies, i fins a cert punt va procurar atenuar la depuració de professors. Jimeno estigué tan poc temps com pogué com a rector de la UB i al novembre de 1940 es traslladà a la Universitat de Madrid, a la càtedra de Química inorgànica, vacant per l'expulsió d'Enric Moles. A pesar de la seva relació personal amb Franco, i d'haver estat guardonat amb el primer premi Francisco Franco d'investigació, l'any 1941. no s'entengué mai amb les autoritats franquistes; instal·lat a Madrid, no ocupà cap càrrec destacat i es concentrà al conreu de la metal·lúrgia, en especial en la fosa, soldadura i corrosió fins a la seva jubilació l'any 1956.

## Publicacions
- Jimeno, Emilio. Algunos problemas de la enseñanza. Barcelona: Universidad de Barcelona, 1939. Disponible: Catàleg de les biblioteques de la UB

- Jimeno, Emilio. Metalografía aplicada a los producto siderúrgicos: curso complementario en la Universidad de Oviedo el año 1921. Calatayud: Universidad de Oviedo. Publicación de la Facultad de Ciencias, 1922. Disponible a: Catàleg de les biblioteques de la UB

- Jimeno, Emilio. Metalurgia general, extractiva, física, mecánica y química. Madrid: Universidad de Madrid, 1955. Disponible a: Catàleg de les biblioteques de la UB

- Jimeno, Emilio. El problema de la corrosion metálica. Madrid: Ministerio de Marina. Instituto Español de Oceanografía, 1947. Disponible a: Catàleg de les biblioteques de la UB

- Jimeno, Emilio. Química general. Madrid: Sociedad Anónima Española de Traductores y Autores, 1944. Disponible a: Catàleg de les biblioteques de la UB